# České aerolinie

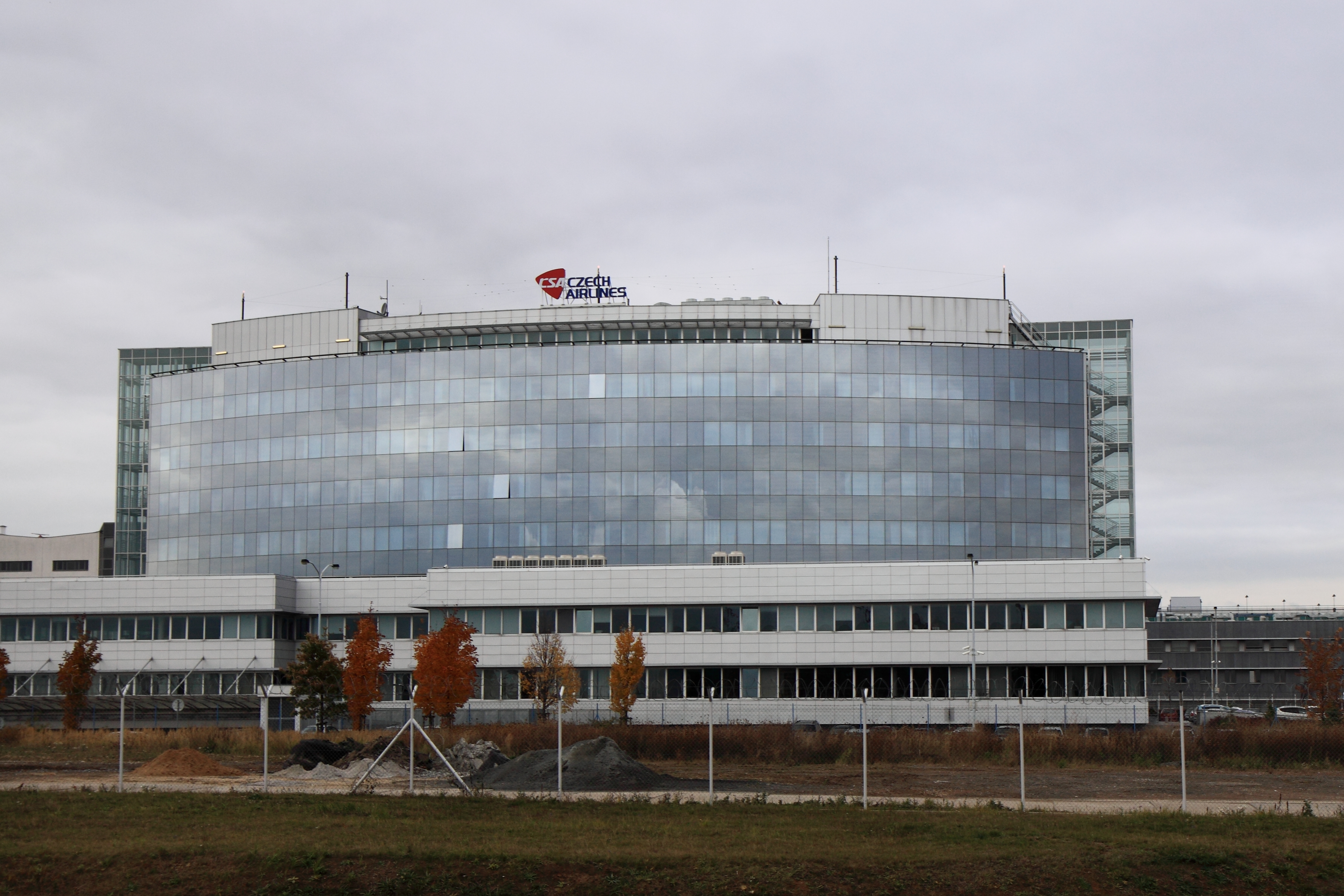
Dawna siedziba główna firmy

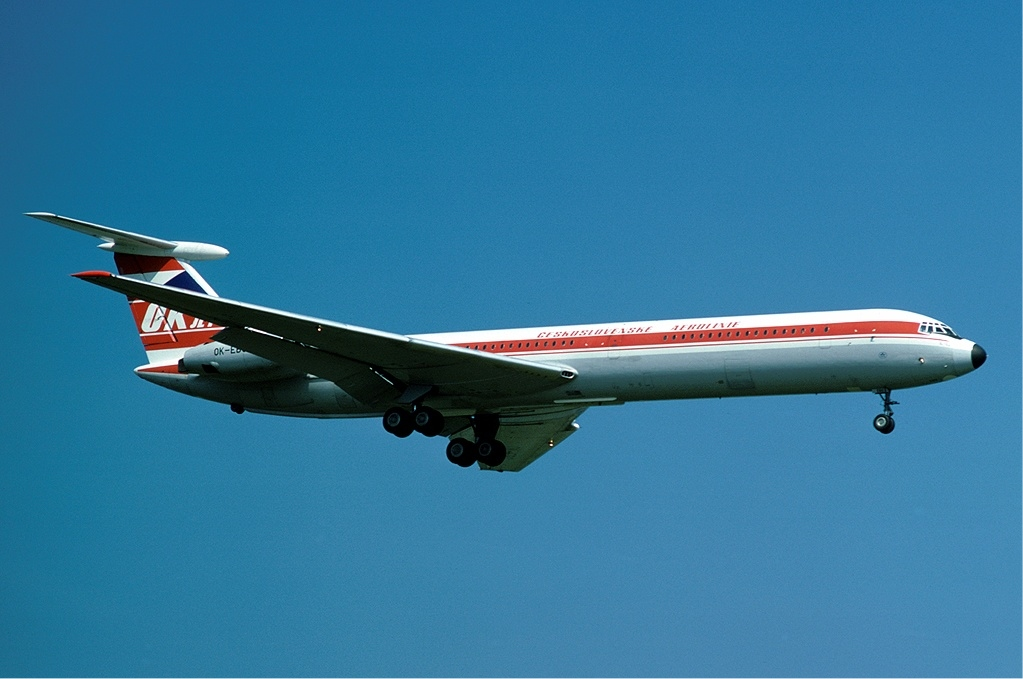
Ił-62 czechosłowackich linii lotniczych podchodzący do lądowania na lotnisku Heathrow w 1977 r.

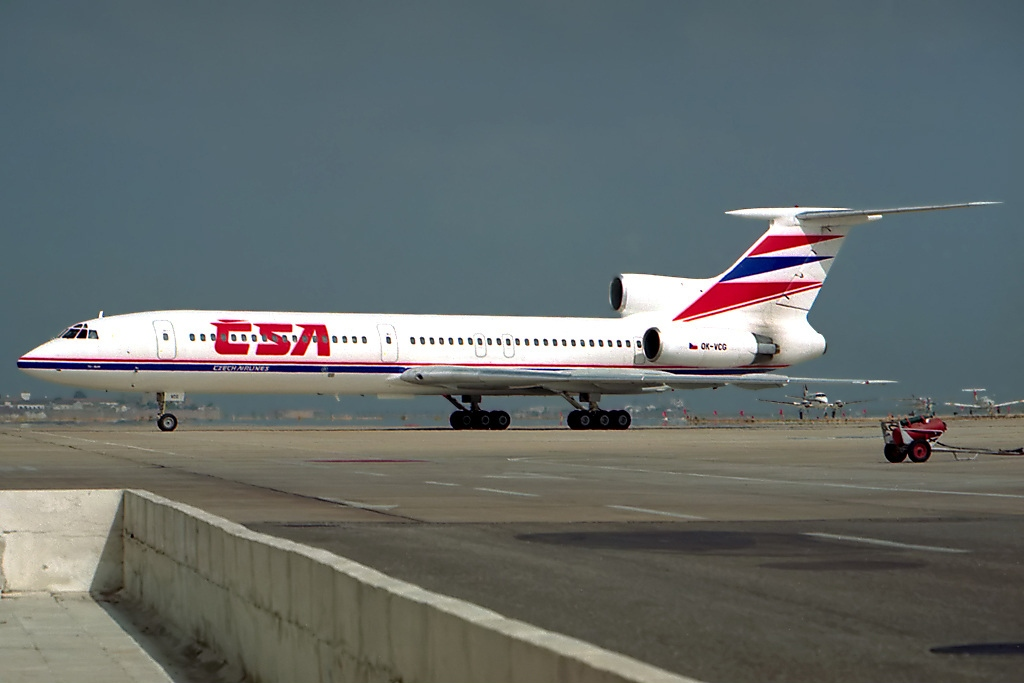
Tu-154M linii CSA w porcie lotniczym Faro w 1996

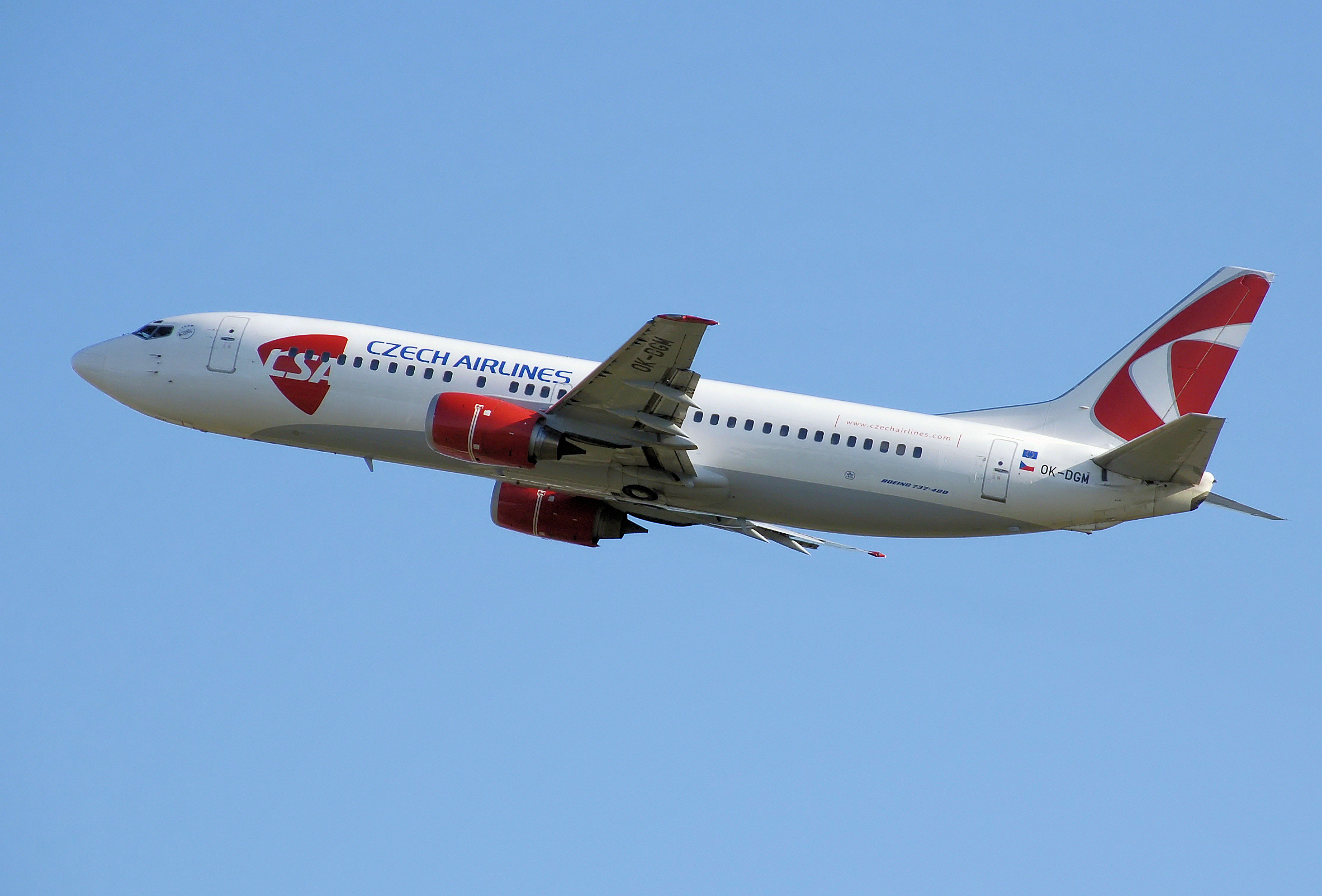
Boeing 737-400 linii CSA po starcie z lotniska Heathrow w 2008

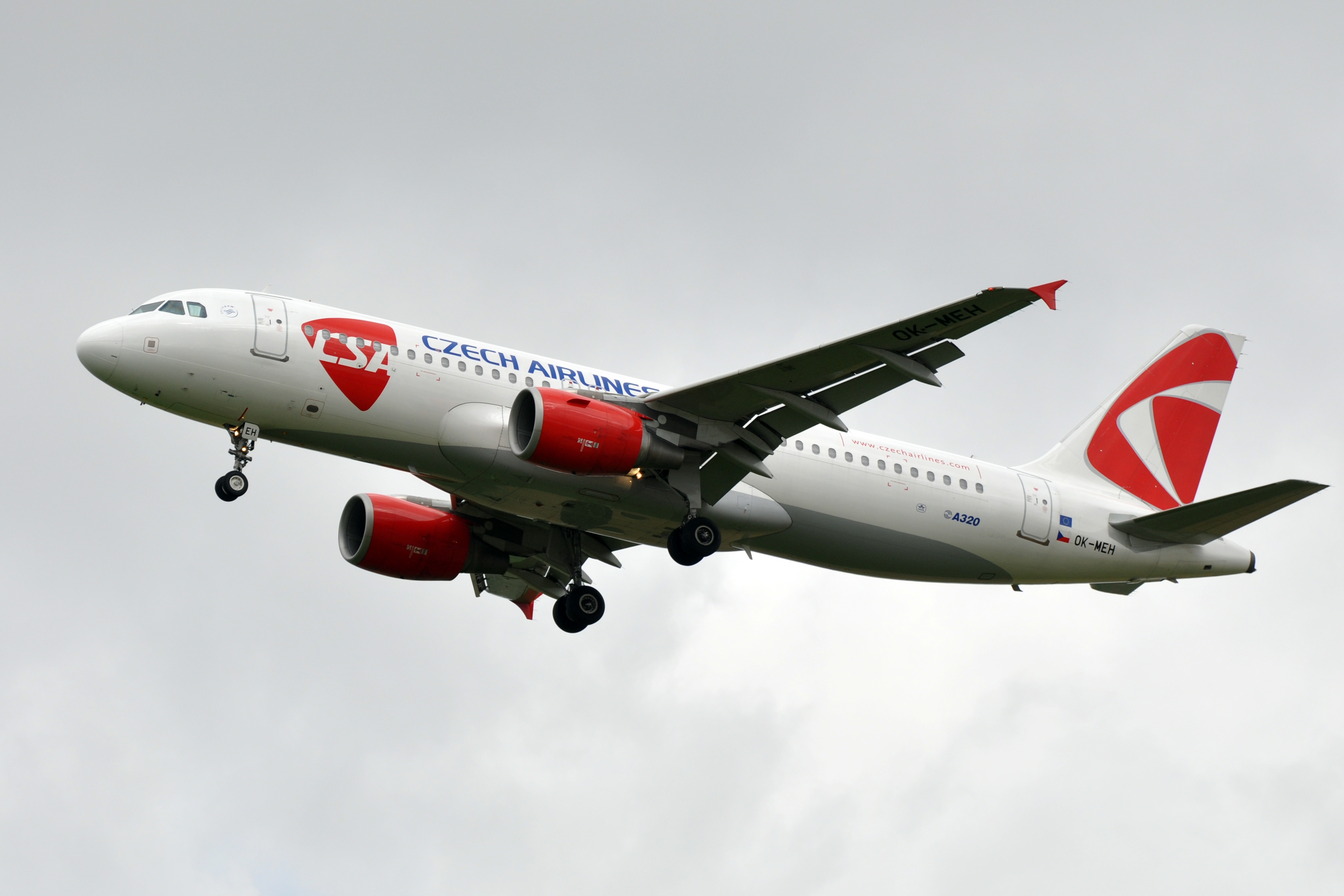
Airbus A320 linii CSA

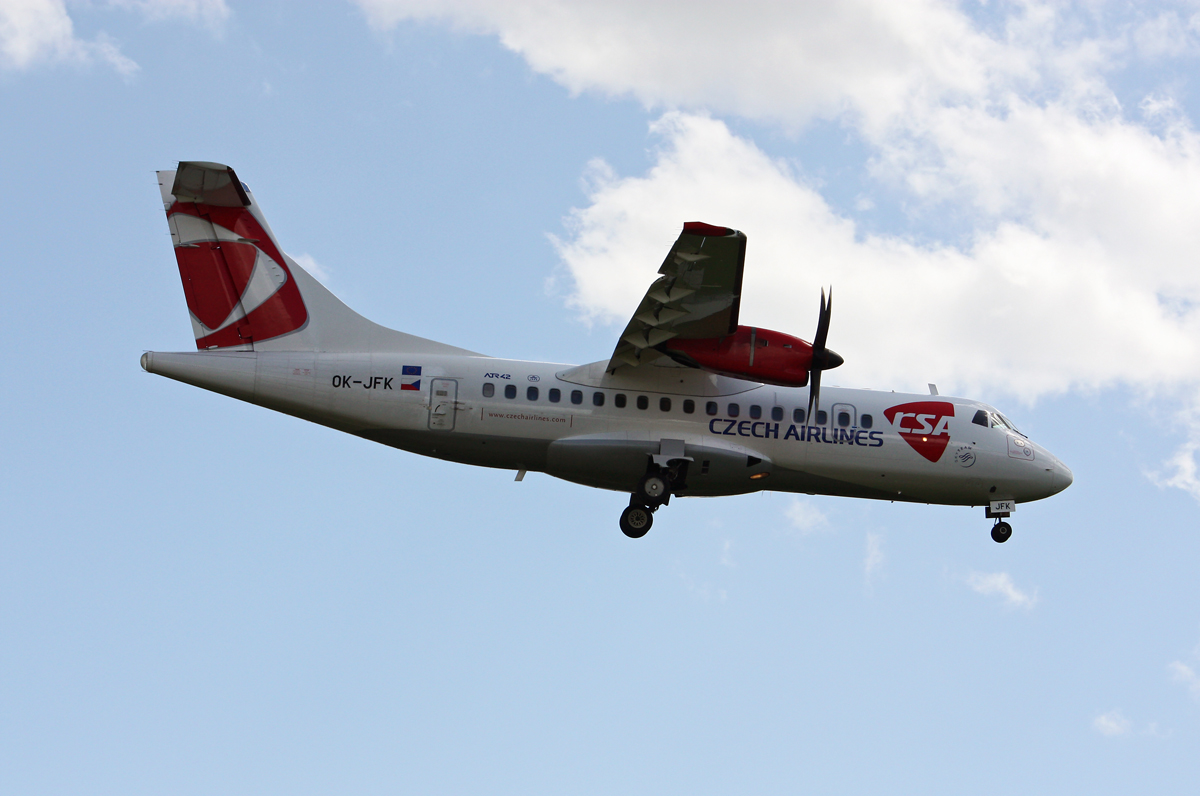
ATR 42 linii CSA

České aerolinie a.s. (ČSA) (ang. Czech Airlines, IATA: OK, ICAO: CSA) – czeskie narodowe linie lotnicze funkcjonujące do października 2024.

## Działalność
České aerolinie zostały założone 6 października 1923 przez rząd Czechosłowacji jako Československé státní aerolinie. Dwadzieścia trzy dni później samolot tych linii odbył pierwszy lot na trasie z Pragi do Bratysławy. W 1930 r. odbył się pierwszy lot międzynarodowy z Pragi do Zagrzebia.
W 1938 roku linie zawiesiły działalność na okres trwania okupacji kraju przez Niemcy, a działalność wznowiły w roku 1945 w oparciu o radzieckie samoloty.
Po przejęciu władzy w Czechosłowacji przez komunistów większość połączeń z Europą Zachodnią i Bliskim Wschodem została zlikwidowana. Flota została uzupełniona o sowieckie maszyny, w 1957 roku przedsiębiorstwo otrzymało pierwsze tupolewy Tu-104 z silnikiem turboodrzutowym. 3 lutego 1962 ruszył pierwszy lot transatlantycki do Hawany.
Po rozpadzie Czechosłowacji, w 1995, linie lotnicze przyjęły swoją obecną nazwę.
W 2007 r. linia powołała taniego przewoźnika pod nazwą click4sky. 5 grudnia 2012 linia ogłosiła uruchomienie lotów z Pragi do Seulu, które wystartowały w 2013 i obsługiwane były samolotem Airbus A330-300.

### Problemy finansowe i prywatyzacja
W 2005 r. sytuacja finansowa Czech Airlines gwałtownie się pogorszyła. Linia lotnicza wygenerowała dalsze straty operacyjne pomimo dochodu w wysokości 2,1 mld CZK ze sprzedaży prawie wszystkich nieruchomości i 1,2 mld CZK ze sprzedaży samolotów. W latach 2005–2010 spółka Czech Airlines wygenerowała stratę operacyjną w wysokości 3,4 mld CZK; bez długoterminowych przychodów ze sprzedaży aktywów strata operacyjna byłaby dwukrotnie większa. Marża brutto nie pokryła nawet kosztów osobowych.
W 2013 r. linie częściowo sprywatyzowano sprzedając Korean Air 44 proc. udziałów w nich, a w 2015 Travel Service zakupił 34 proc. udziałów. W 2016 linia lotnicza wróciła do zysków po wielu latach.
W 2017 r. Korean Air ogłosił sprzedaż swoich 44 proc. udziałów w spółce które kupiła czeska spółka Travel Service. Następnie Travel Service wykupił pakiet udziałów czeskiej spółki państwowej Prisko stając się właścicielem 97,74 proc. udziałów w Czech Airlines.
26 października 2024 linia lotnicza odbyła swój ostatni rejs o numerze OK767 z Paryża do Pragi, jednocześnie zaprzestając prowadzenie swojej działalności operacyjnej oraz opuszczając sojusz SkyTeam. Od 27 października 2024 wszystkie trasy są realizowane przez Smartwings.

## Porty docelowe
W październiku 2024, w momencie zaprzestania działalności linia lotnicza obsługiwała połączenia z portu lotniczego w Pradze na 2 trasach:
1. Madryt-Barajas
2. Paryż-Roissy-Charles de Gaulle

## Flota
W październiku 2024, w momencie zaprzestania działalności flota ČSA składała się z 2 samolotów: